# Норт, Фрэнсис, 1-й граф Гилфорд
Фрэнсис Норт, 1-й граф Гилфорд (англ. Francis North, 1st Earl of Guilford; 13 апреля 1704 — 4 августа 1790) — британский политик, казначей королевы Шарлотты Мекленбург-Стрелицкой. Его старший сын Фредерик Норт, 2-й граф Гилфорд, стал премьер-министром Великобритании. Он носил титул учтивости — лорд Гилфорд с 1729 по 1752 год.

## Ранние годы

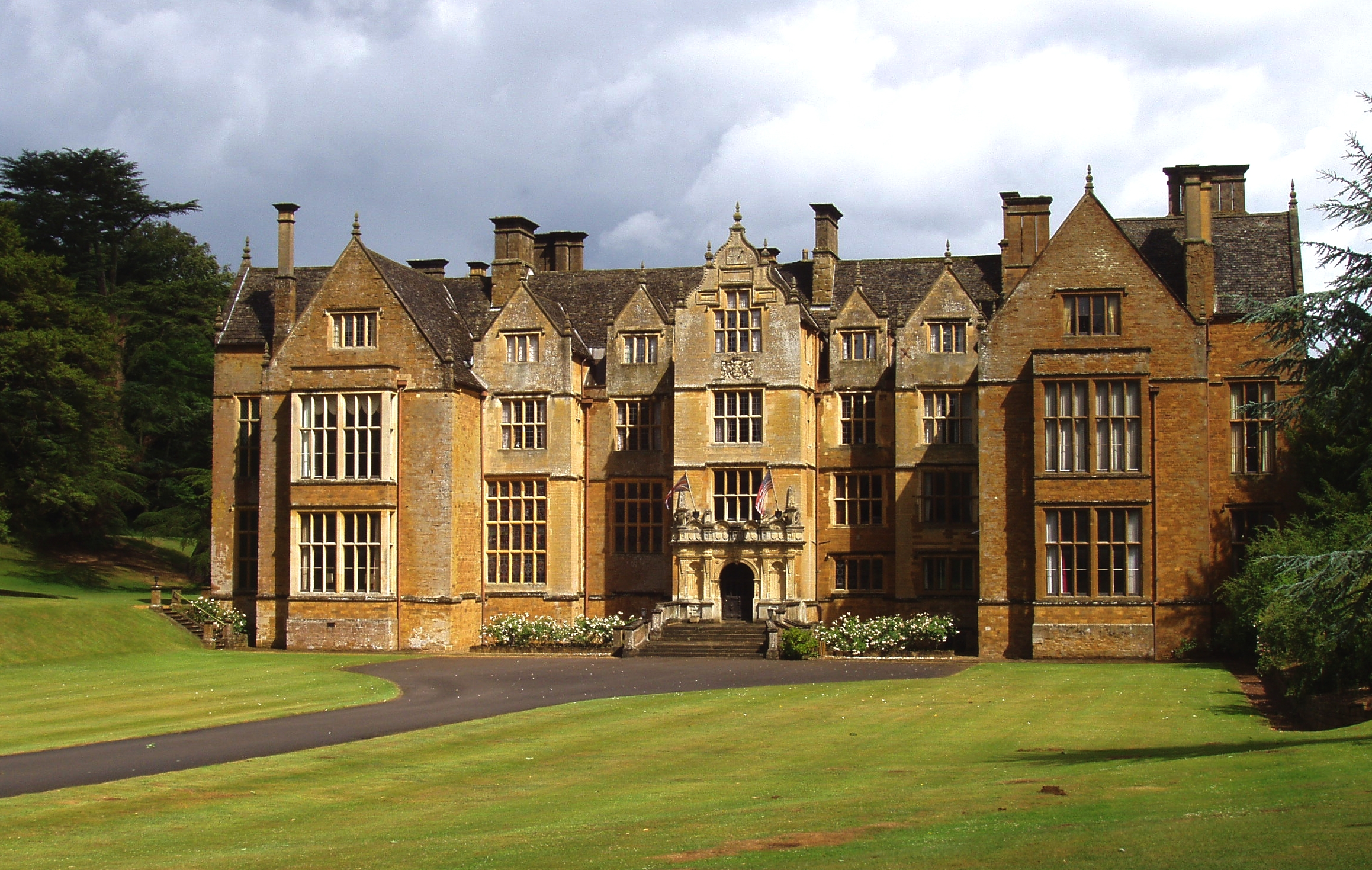
Рокстон-Эбби

Родился 13 апреля 1704 года. Единственный сын Фрэнсиса Норта, 2-го барона Гилфорда (1673—1729), и его жены Элис Браунлоу (1684—1727), дочери сэра Джона Браунлоу, 3-го баронета из Хамби, Линкольншир . Он получил образование в Итонском колледже и Тринити-колледже в Оксфорде. Примерно в 1722 году он совершил Гран-тур.

## Карьера
На парламентских выборах 1727 года Фрэнсис Норт был избран в Палату общин Великобритании от избирательного округа Бэнбери, и прослужил в парламенте до 1729 года.
17 октября 1729 года после смерти своего отца он унаследовал титул 3-го барона Гилфорда, став членом Палаты лордов Великобритании.
В октябре 1730 года лорд Гилфорд был назначен камер-джентльменом Фредерика, принца Уэльского.
31 октября 1734 года после смерти своего двоюродного брата Уильяма Норта, 6-го барона Норта (1678—1734), Фрэнсис Норт унаследовал титул 7-го барона Норта.
С 1750 по 1751 год лорд Гилфорд был губернатором принца Джорджа, позднее короля Великобритании Георга III.
8 апреля 1752 года ему были пожалованы титул графа Гилфорда в системе Пэрства Великобритании.
В 1766 году он был назначен пожизненным верховным стюардом Банбери. С 1773 по 1790 год — казначей королевы-консорта Шарлотты.

## Семья

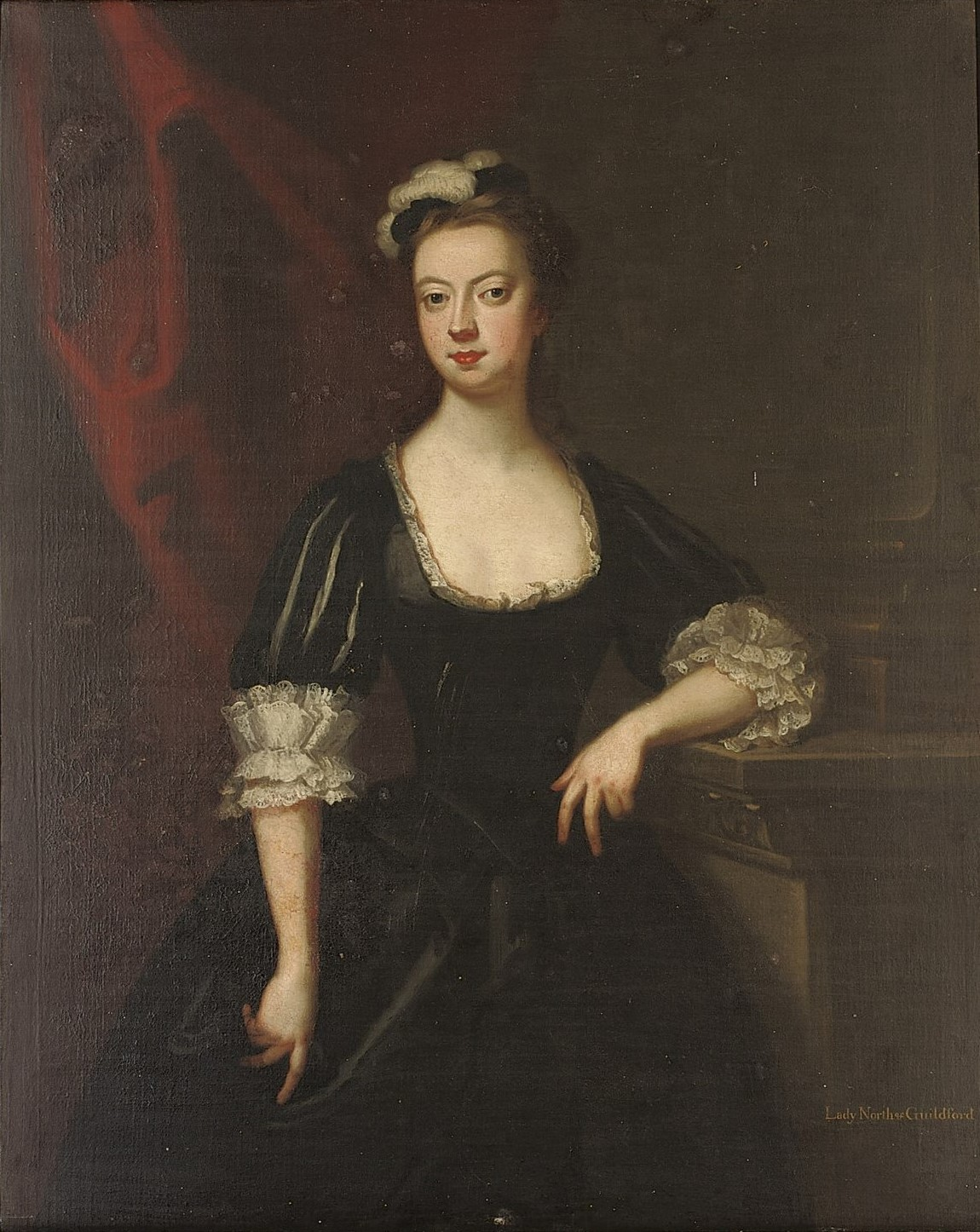
Портрет Люси Монтегю, первой жены графа Гилфоррда
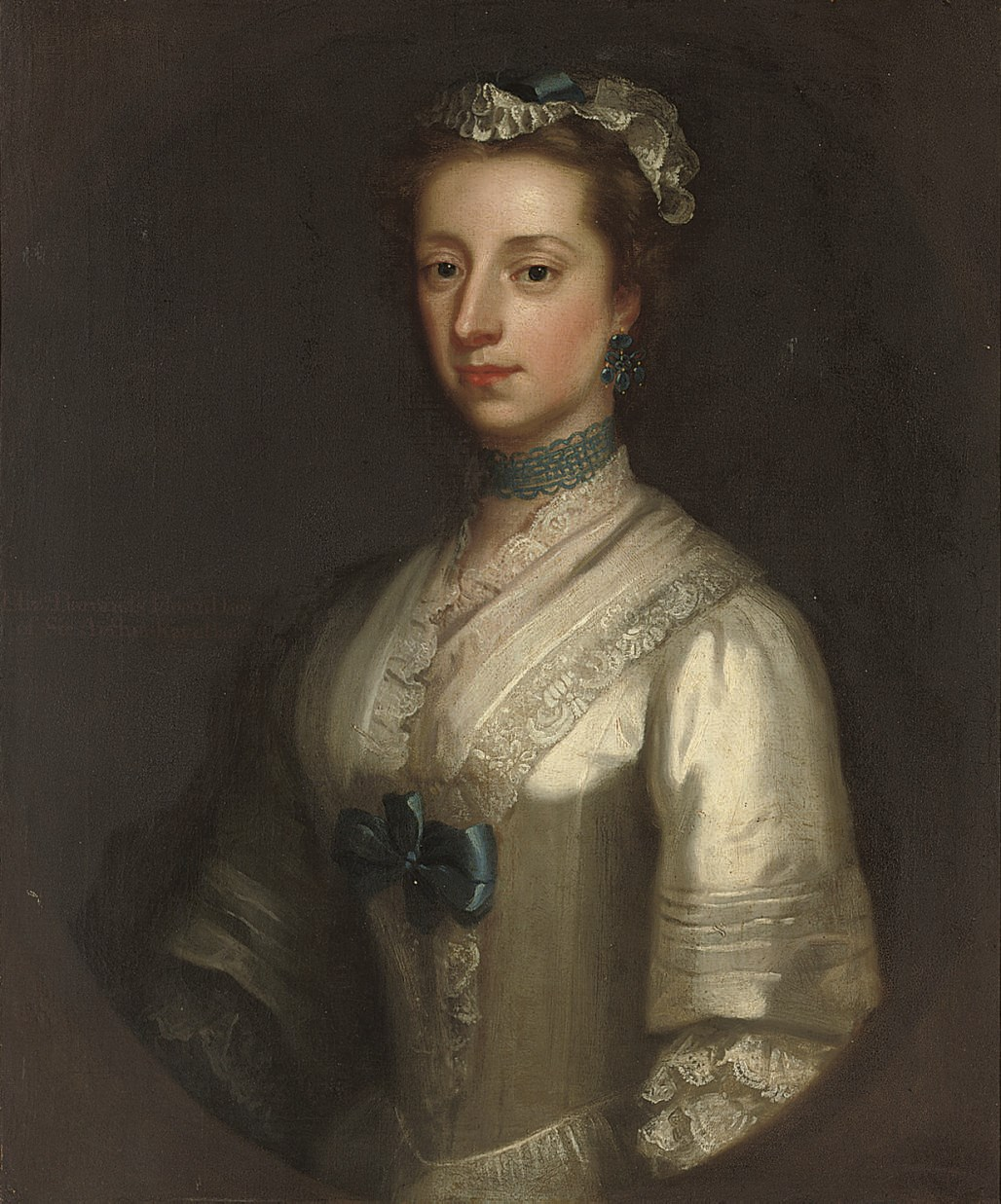
Портрет Элизабет Кэй, второй жены графа Гилфорда
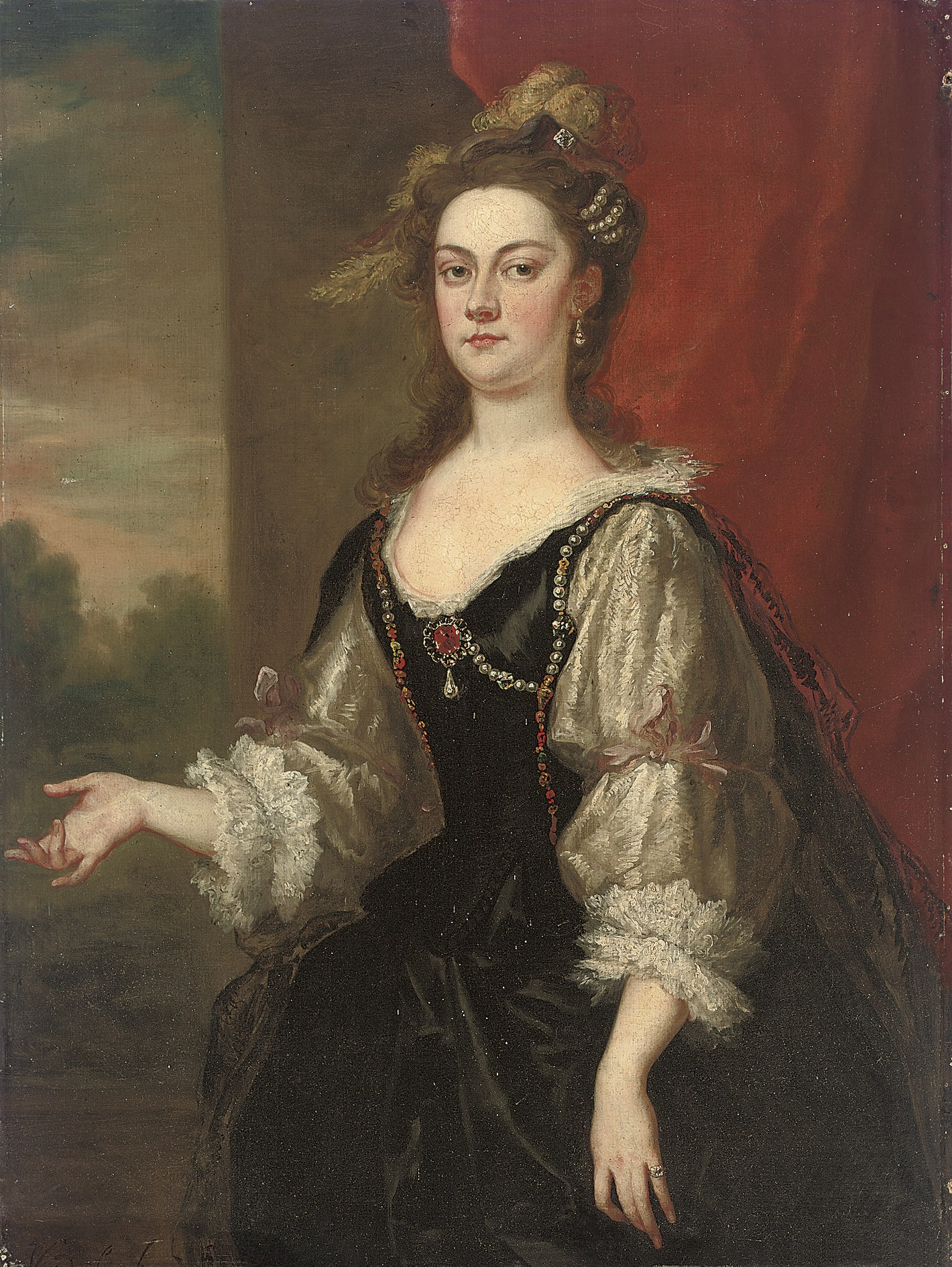
Портрет Кэтрин Фернесе, третьей жены графа Гилфорда

17 июня 1728 года Фрэнсис Норт женился первым браком на леди Люси Монтегю из дома Монтегю (ок. 1709 — 7 мая 1734), дочери Джорджа Монтегю, 1-го графа Галифакса (ок. 1684—1739), и Рикарды Постуме Салтонстолл (ок. 1689—1711). У супругов было двое детей:
- Фредерик Норт, 2-й граф Гилфорд (12 апреля 1732 — 5 августа 1792), будущий премьер-министр Великобритании
- Достопочтенная Люси Норт (1734 − 1734).

24 января 1736 года он женился вторым браком на Элизабет Кэй (? — 21 апреля 1745), дочери сэра Артура Кэя (ок. 1670—1726), члена Палаты общин, и Энн Мароу. У супругов было двое детей:
- Леди Луиза Норт (? — 2 апреля 1798), в 1761 году она вышла замуж за Джона Пейто-Верни, 14-го лорда Уиллоуби-де-Брок, от брака с которым у неё было пятеро детей.
- Преподобный Достопочтенный Браунлоу Норт (17 июля 1741 — 12 июля 1820), в 1771 году женился на Генриетте Мэри Баннистер, от брака с которой у него было семеро детей.

13 июня 1751 года лорд Норт женился в третий раз на Кэтрин Фернасе (? — 17 декабря 1776), дочери сэра Роберта Фернесе, члена Палаты общин, и Арабеллы Уотсон. Третий брак был бездетным.

## Смерть и наследие
Лорд Гилфорд скончался в августе 1790 года в возрасте 86 лет. Ему наследовал сын от первого брака Фредерик Норт, лорд Норт (1732—1792), ранее занимавший пост премьер-министра Великобритании с 1770 по 1782 год.
В его честь названы округ Гилфорд, штат Северная Каролина, и Гилфорд, округ Уиндем, штат Вермонт.